# 柄斑鸚竺鯛
柄斑鸚竺鯛（学名：Ostorhinchus diversus）又稱柄斑鸚天竺鯛、柄斑天竺鯛，為輻鰭魚綱鈎頭魚目天竺鲷科鸚竺鯛屬的鱼类，分布於中西太平洋菲律賓海域，深度1至15公尺，本魚體呈橢圓形且側扁，體粉紅色至淺黃色，點綴著褐色，臀鰭前面和基部顏色最深，尾柄上有一個小圓黑點，背鰭硬棘8枚、背鰭軟條9枚、臀鰭硬棘2枚、臀鰭軟條8枚，體長可達7.8公分，棲息在珊瑚礁區，屬肉食性，繁殖期時，雄魚具有口孵習性，卵約7日化成仔魚，由雄魚吐出，具短暫的仔魚飄浮期，生活習性不明。